# Half a Mill
Jasun Ward (25 de janeiro de 1973 - 24 de outubro de 2003), mais conhecido pelo seu nome artístico Half a Mill, foi um rapper estadunidense. Faleceu após ser encontrado com diversos tiros em sua residência em Brooklyn, Nova Iorque, em 24 de outubro de 2003.

## Discografia
- Milíon (2000)
- Da Hustle Don't Stop (2002)